# Katharine Whitehorn
Katharine Elizabeth Whitehorn CBE (* 2. März 1928 in Hendon, London Borough of Barnet; † 8. Januar 2021) war eine britische Journalistin und Schriftstellerin.

## Leben
Whitehorn besuchte die Roedean School, eine Privatschule in Brighton, und wechselte später an die Glasgow High School for Girls. Am Newnham College der University of Cambridge absolvierte sie ihr Studium. 
1956 war Whitehorn Mitherausgeberin einer Frauenzeitschrift, als sie den Photographen der Picture Post, Bert Hardy (1913–1995), kennenlernte. Dieser engagierte sie als Model und durch seine Photos wurde sie sehr schnell bekannt. 1958 heiratete sie in Marlborough (Grafschaft Wilshire) den Schriftsteller Gavin Lyall und hatte mit ihm zwei Söhne. 
Später begann sie auch für die Picture Post schreiben. Als deren Erscheinen 1957 eingestellt wurde, bekam sie ein Engagement als Kolumnistin beim Observer und schrieb dort bis 1996. Parallel dazu betraute die University of St Andrews (Grafschaft Fife) sie mit Lehraufträgen. Von 1982 bis 1985 leitete sie als Rektorin diese Universität. 
Ab 1997 zeichnete Whitehorn für die monatliche Kolumne im Saga Magazine verantwortlich und ab 2009 moderierte sie wöchentlich freitags die philosophische Sendung Point of View im Radio 4 der BBC.

## Werke (Auswahl)
- Cooking in a bedsitter. Penguin Books, Harmondsworth 1974, ISBN 0-14-046086-1 (früherer Titel: Kitchen in the corner. A complete guide to bedsitter cookery, 1961).
- Selective memory. Virago Press, London 2007, ISBN 978-1-8440-8240-7.
- How to survive children. Methuen, London 1979, ISBN 0-417-03200-5.
- Sunday Best. Methuen, London 1976, ISBN 0-413-36810-6.